# Église Saint-Georges de Riom-ès-Montagnes
L'église Saint-Georges est une église catholique située à Riom-ès-Montagnes, dans le département français du Cantal en région Auvergne-Rhône-Alpes.
Fortement transformée au fil du temps, l'église conserve un superbe chevet de style roman.

## Statut patrimonial
L'église, qui est propriété de la commune, est classée au titre des monuments historiques depuis le 26 février 1924.

## Architecture
L'église est constituée d'une nef à trois travées, dotée de deux collatéraux, d'une abside et deux absidioles. 
Les deux premières travées sont datées de la fin du Xe siècle. Les piliers sont carrés et chanfreinés. Le pilier de la deuxième travée à droite présente un décor cordé.
Les piliers de la troisième travée sont dotés de colonnes engagées.
Le chœur et l'abside sont datées du XIe siècle et les chapiteaux présentent un riche décor.
Les collatéraux et les absidioles datent du XIIe siècle.
Le porche et le clocher date du XVe siècle.
L'église a subi des transformations et restaurations au XIXe siècle.

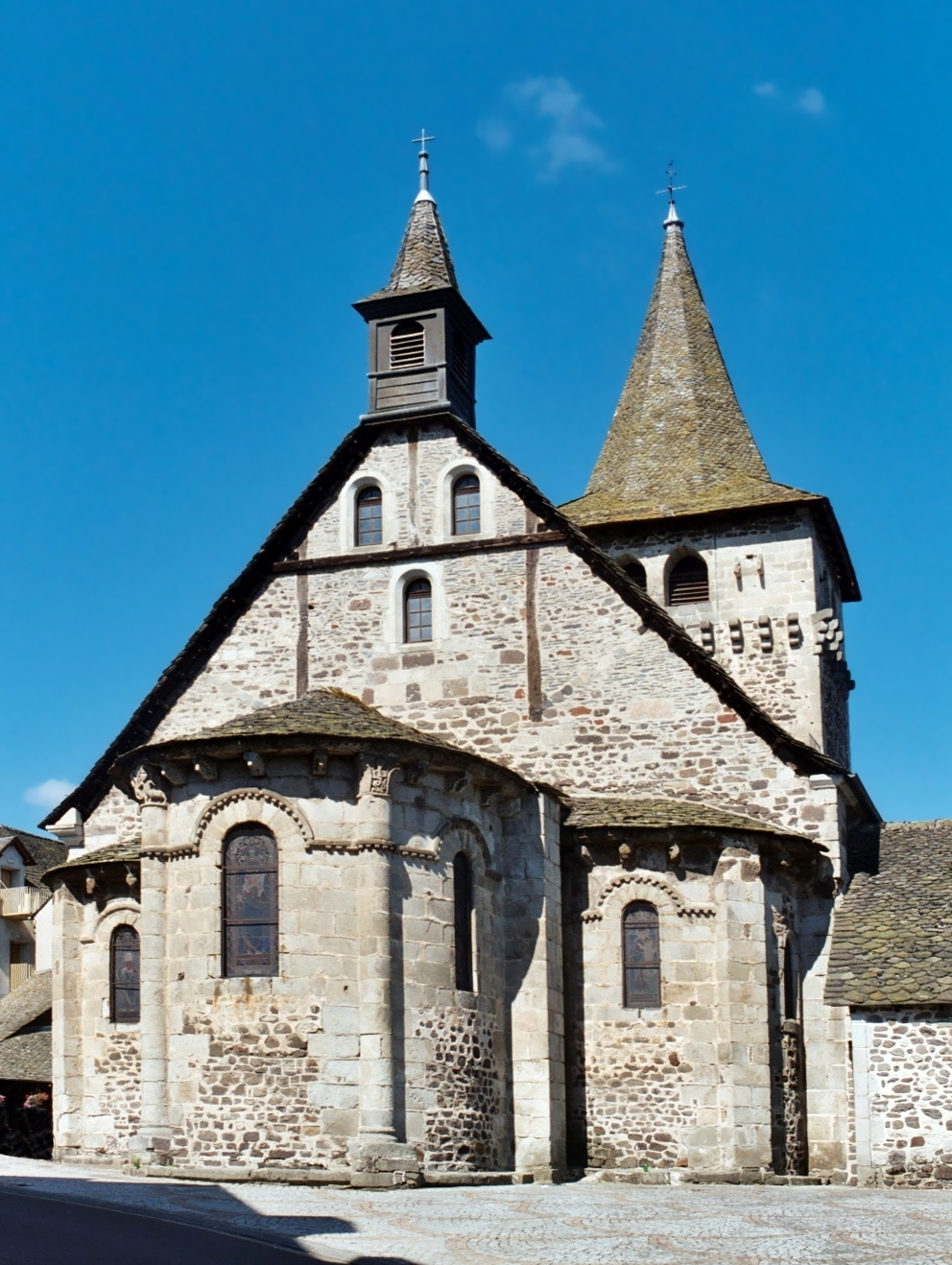
L'église et son chevet de style roman.
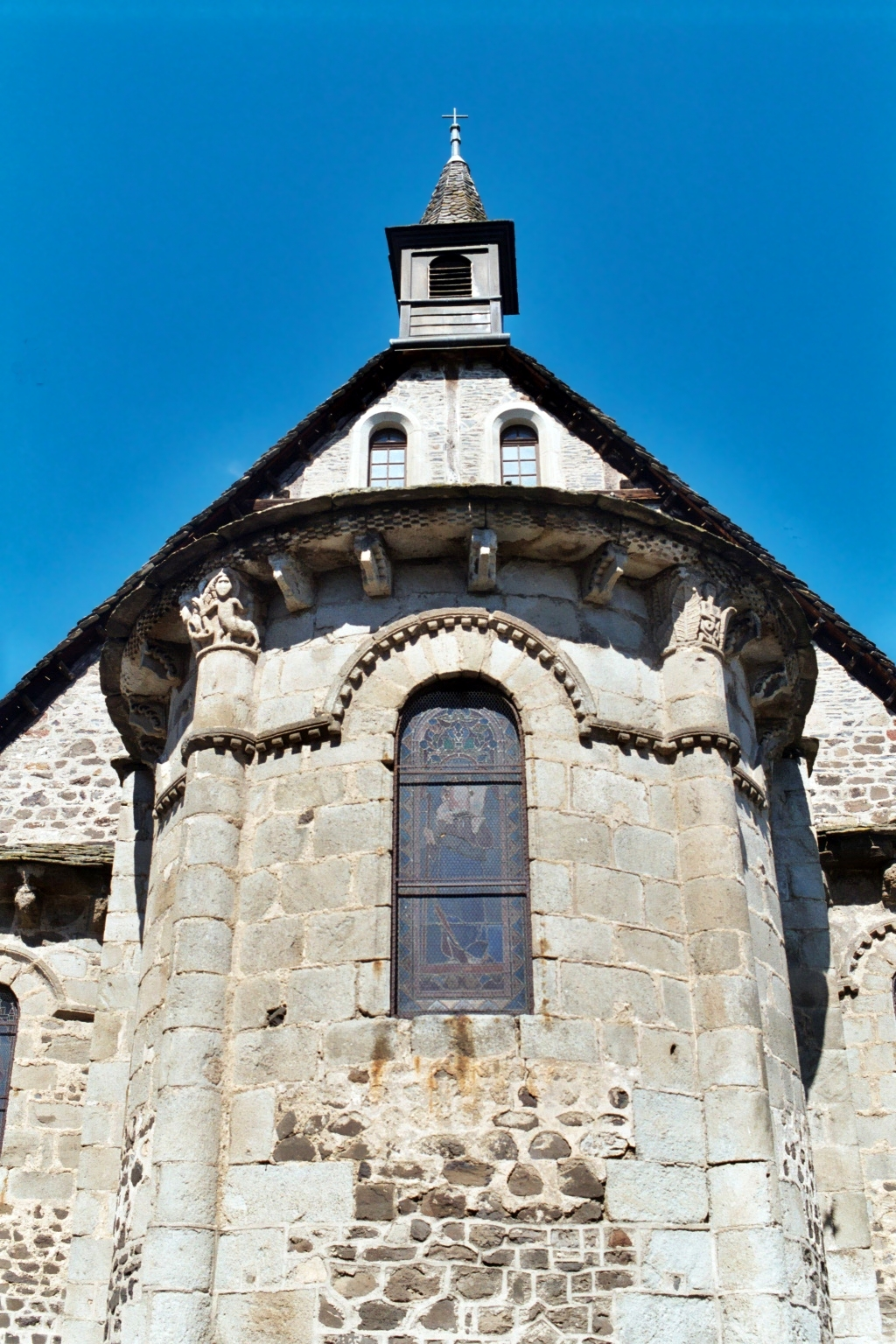
L'abside centrale et le clocheton.
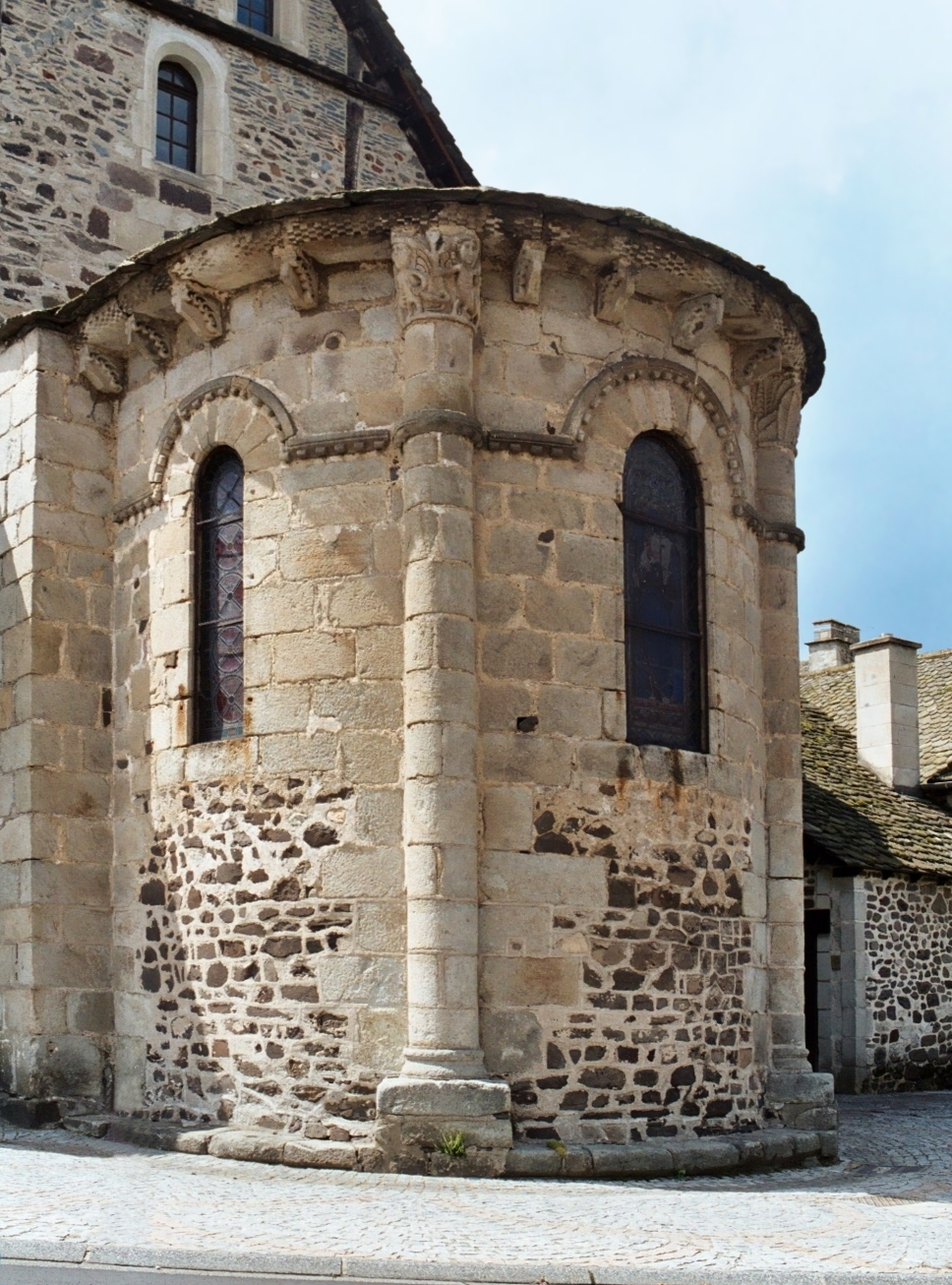
L'abside centrale.

## Décor sculpté
L'église présente trente chapiteaux sculptés, dont une sirène à deux queues, un groupe de danseurs, un montreur de singe, une scène montrant deux guerriers, une scène de jugement, une scène d'exécution.
Le bénitier présente un décor d'entrelacs.
À l'extérieur, un chapiteau présente une femme nue tenant un serpent d'une main et un crapaud de l'autre entourée d'une centauresse. Un autre chapiteau figure un joueur de serpent.

L'abside et les chapiteaux
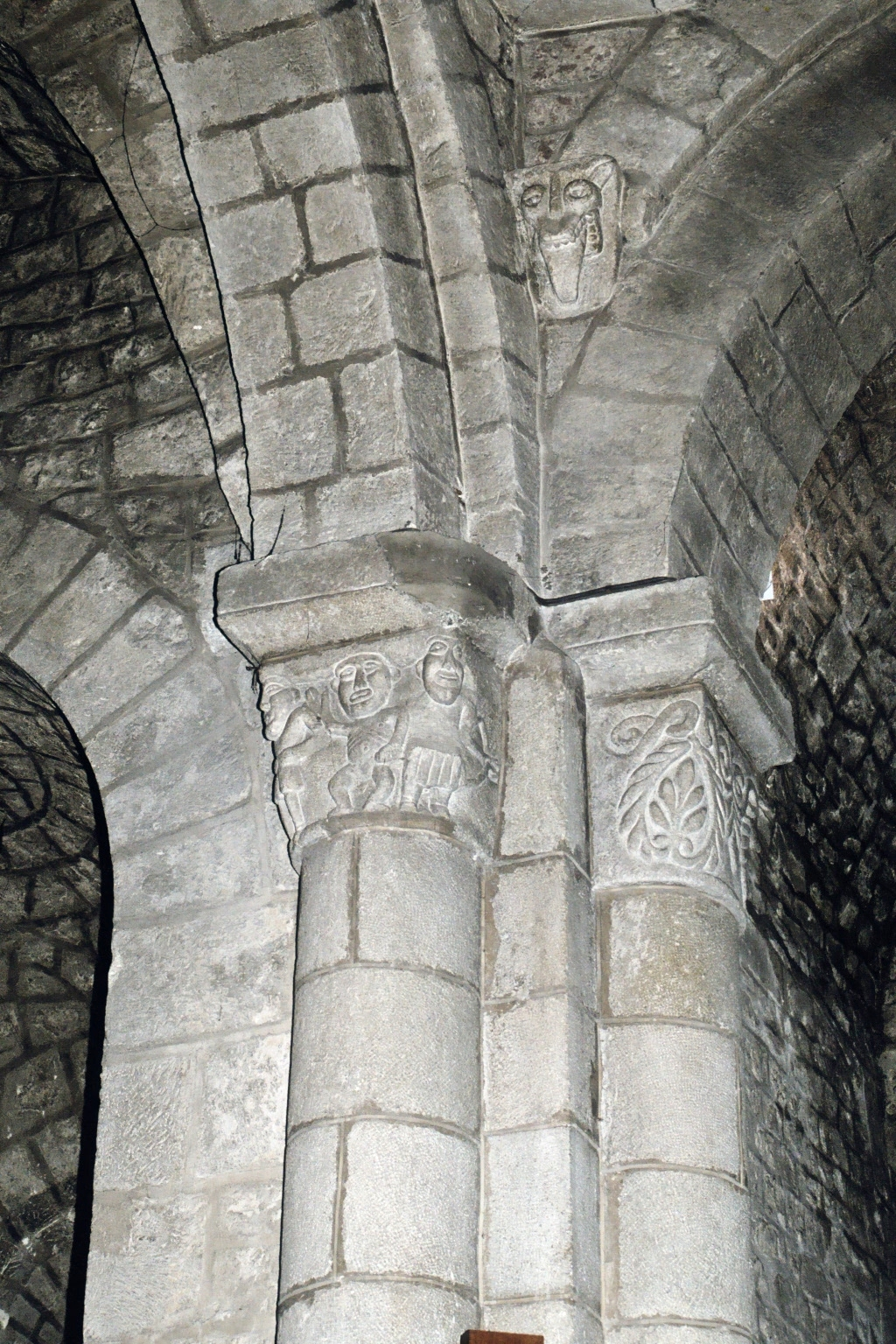
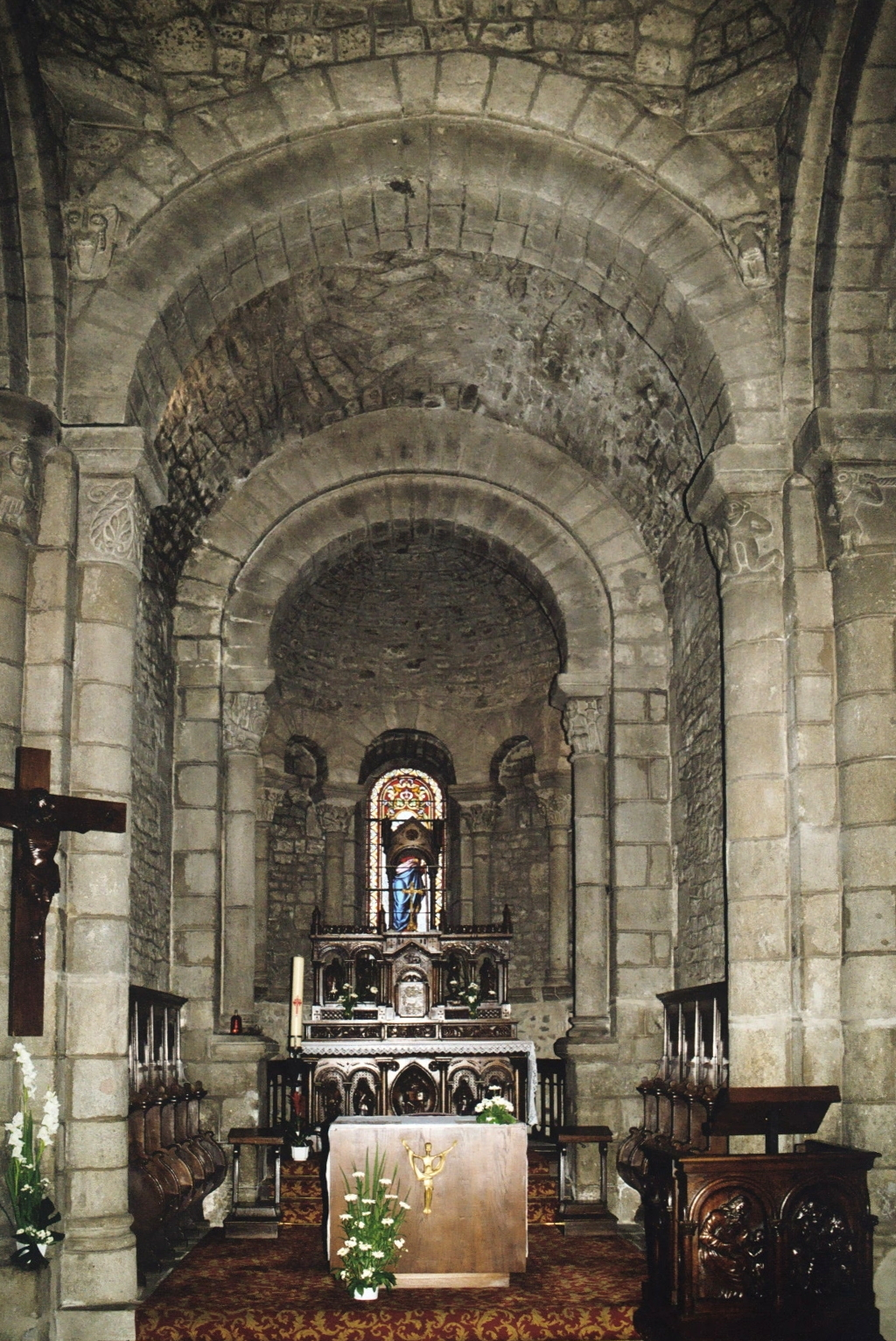
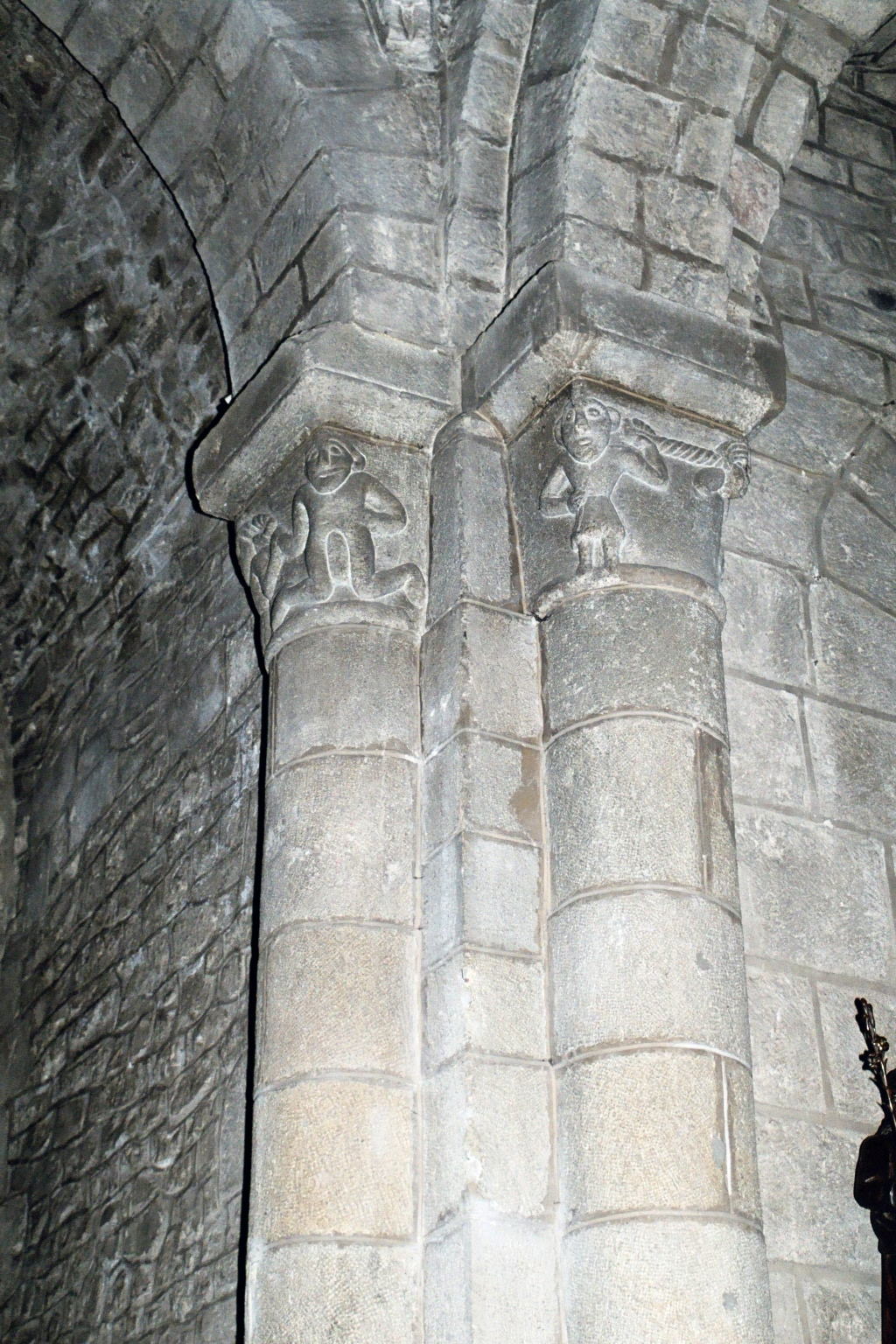
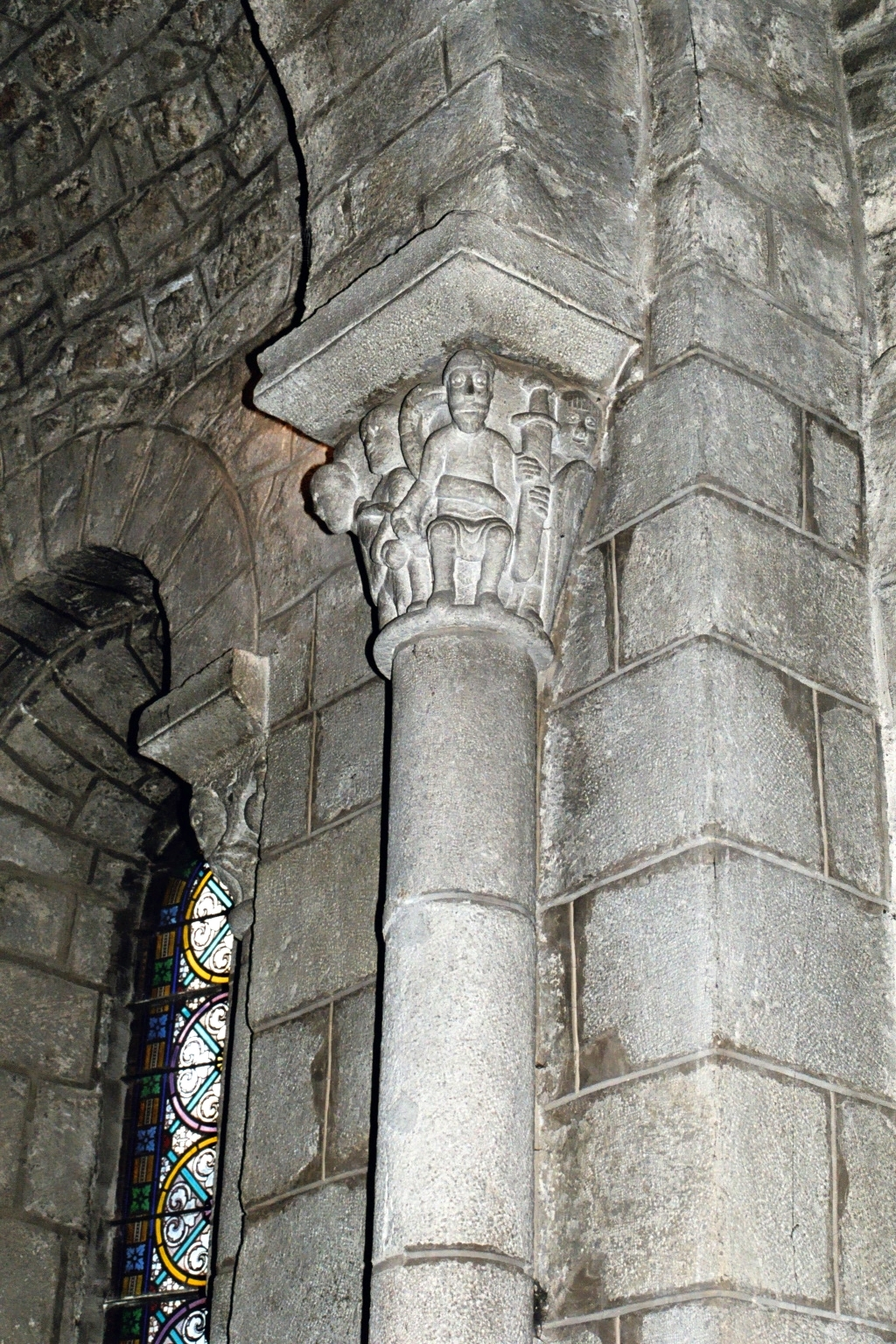